# الطريقة اليانكية
طريق اليانكي هو فيلم كوميدي درامي أمريكي صامت صدر عام 1917 من إخراج ريتشارد ستانتون وبطولة جورج والش وإينيد ماركي وجوزيف جيه داولينج . 

## الطاقم
- جورج والش في دور ديك ماسون
- إينيد ماركي في دور الأميرة أليكسيا
- جوزيف جيه داولينج في دور العقيد ماسون
- تشارلز إدلر في دور "كويوت" جونز
- جيمس أوشيا في دور جيمس أومالي
- إدوارد سيدجويك في دور روبرت جيليت
- فريتز فون هاردنبيرج في دور البارون مارافيتش
- إدوارد سيسيل في دور الكونت فورتسكي
- توم ويلسون في دور جورج واشنطن براون

## فهرس
- سليمان، أوبري. شركة فوكس للأفلام، 1915-1935: تاريخ وفيلموغرافيا . ماكفارلاند، 2011.

## روابط خارجية
- الطريقة اليانكية  في قاعدة بيانات الأفلام على الإنترنت (بالإنجليزية)